# Focus Features
Focus Features (anteriormente USA Films, Universal Focus, Good Machine, Gramercy Pictures y October Films) es una productora de cine independiente propiedad de Comcast, así como una de sus filiales. También es, por tanto, la filial de Universal Pictures encargada de producir y distribuir gran parte de sus largometrajes de forma independiente.
Opera como productora y distribuidora de sus propias películas, siendo también distribuidora de películas extranjeras. Asimismo, Focus Features es productora y distribuidora de películas de acción/horror de bajo presupuesto, las cuales realiza a través de su división Rogue Pictures (similar a Dimension Films de The Weinstein Company, Searchlight Pictures de 20th Century Studios y también Screen Gems y Sony Pictures Classics de Sony Pictures Entertainment). 
Focus Features se formó a partir de la fusión de USA Films, Universal Focus and Good Machine en 2002. A su vez, USA Films fue creada por Barry Diller en 1999 fusionando October Films, Gramercy Pictures y USA Home Entertainment.
Hasta la fecha, el estreno de mayor éxito de Focus Features en Estados Unidos es Brokeback Mountain, por el cual ganó más de 85 000 000 de US$ en taquilla. A escala internacional ha sido Burn After Reading (Quemar después de leer), la cual obtuvo 161 128 228 de US$ de ingresos brutos.

## Distribuidores

### Australia
- Roadshow Entertainment.
- Icon Film Distribution.
- Universal Pictures.

### Reino Unido
- Momentum Pictures.
- Entertainment Film Distributors.
- Universal Pictures.
- Pathe.

### América Latina
- Universal Pictures.
- Diamond Films.